# Carebarella alvarengai
Carebarella alvarengai är en myrart som beskrevs av Kempf 1975. Carebarella alvarengai ingår i släktet Carebarella och familjen myror. Inga underarter finns listade.